# Gemeine Viehbremse
Die Gemeine Viehbremse (Tabanus bromius) ist eine Art aus der Familie der Bremsen (Tabanidae). 

## Merkmale

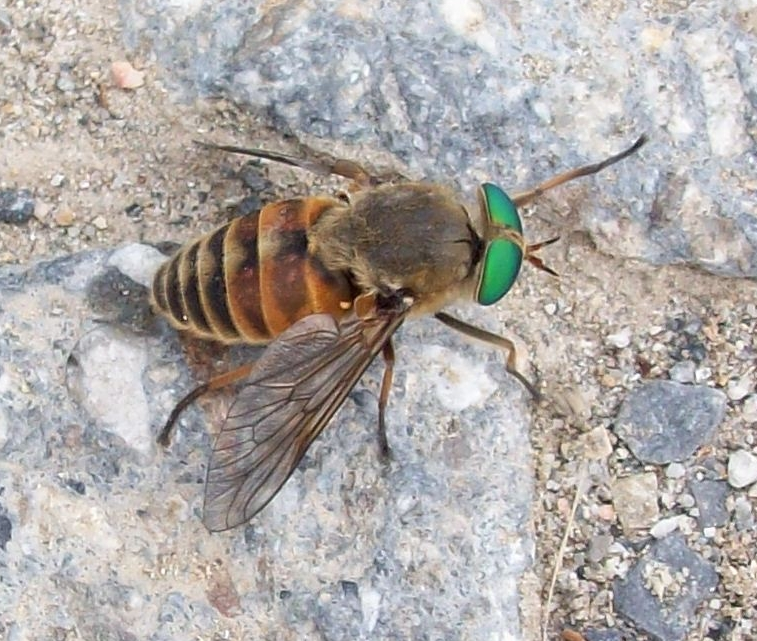
Gemeine Viehbremse (Ligurien, 2010)

Die Fliegen erreichen eine Körperlänge von 11,5 bis 19,5 Millimetern. Der Kopf ist silbergrau, am Rand des Hinterkopfs befindet sich keine Behaarung. Die obere Stirnbeule ist schmal, glänzt schwarz und ist mit der unteren verbunden. Die Facettenaugen sind grün, etwa in der Mitte verläuft waagerecht eine violettrote Binde. Die Facetten sind im unteren Drittel der Augen etwa sechsmal kleiner als oben. Die Palpen sind weiß und blasenartig verdickt. Die Fühler haben am dritten Glied nahe der Basis eine kleine Ecke. Das Mesonotum ist grau und trägt auf der Oberseite fünf undeutliche Längslinien. Die Halteren sind schwarzbraun gefärbt, die Flügel sind durchsichtig und haben braune Adern. Der Hinterleib ist schwarz und trägt drei Reihen gelblich behaarter Flecken, gelbe Säume und Schrägflecke auf rötlichem Grund. Die Bauchseite des Abdomens ist hellgrau. Bei den Weibchen sind das zweite bis vierte Tergit kräftiger rotgelb gefärbt als bei den Männchen und die Stirn zwischen den Augen ist vier- bis fünfmal höher als breit. Die untere Gesichtsschwiele ist länglich, viereckig und glänzt schwarz.

## Vorkommen und Lebensweise
Die Art kommt in Nordafrika, Europa und Zentralasien vor. Man findet sie von Mai bis September auf Weiden und nicht selten auch in Gebäuden. Die weiblichen Imagines ernähren sich als Blutsauger, die Männchen saugen Pflanzensäfte. 